# Kees Sims
Kees Edward Smids Sims, född 27 mars 2003, är en nyzeeländsk fotbollsmålvakt som representerar Gais i Allsvenskan.

## Biografi
Sims inledde fotbollskarriären hemma i Nya Zeeland, där han som 18-åring spelade varenda minut för Western Suburbs i Central League säsongen 2021. I januari 2022 flyttade han tillsammans med landsmännen Otto Ingham och Robert Sabo till svenska Ljungskile SK i division 1. I Ljungskile fick han börja på bänken, men när den ordinarie målvakten Oliver Bergman blev skadad fick han göra debut mot BK Olympic i juli 2022, och han höll sedan sin plats som förstamålvakt. I september 2022 skrev han på ett nytt treårskontrakt med klubben.
Under försäsongen 2022/2023 bjöds Sims in att träna med både Lillestrøm SK i norska Eliteserien och Premier League-klubben Leicester City, men han återvände till Ljungskile och stod i 26 matcher för bohusläningarna säsongen 2023.
Den 31 januari 2024 presenterades han som nyförvärv av allsvenska Gais, där han skrivit på ett treårskontrakt. Han gjorde sin allsvenska debut i en 2–1-match hemma mot Mjällby AIF den 21 april 2024, då han fick stå hela matchen när Gais ordinarie målvakt Mergim Krasniqi var skadad. Sammanlagt stod han i åtta allsvenska matcher under 2024, varav sju från start. Inför säsongen 2025 förlängde han och Gais kontraktet över 2028.

## Landslagskarriär
Sims debuterade i Nya Zeelands U23-landslag mot Kina i mars 2023. Han togs även ut i truppen till U20-världsmästerskapet i fotboll 2023. I juli 2024 blev han uttagen till Nya Zeelands lag i OS i Paris. I OS förblev han dock reserv bakom AFC Bournemouths Alex Paulsen.